# Lingga

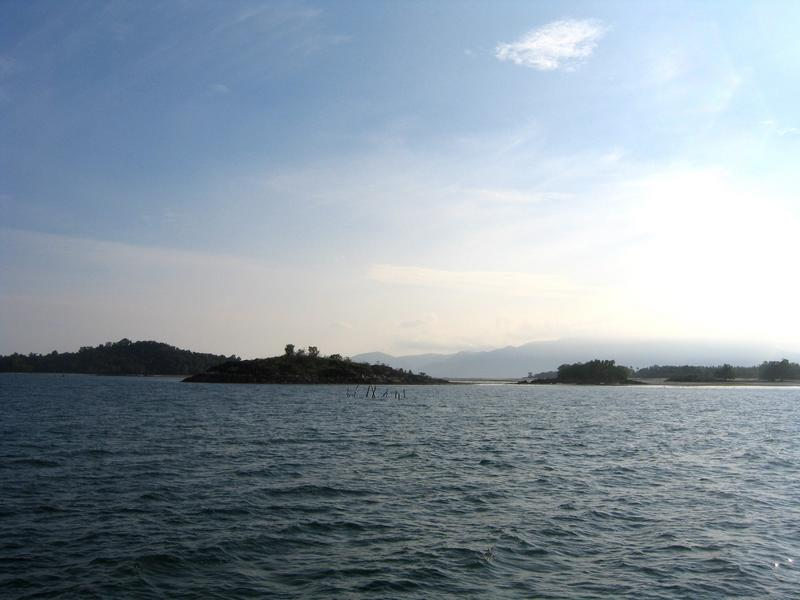
Lingga (Sommer 2004)

Lingga (indonesisch Pulau Lingga) gehört zu den indonesischen Lingga-Inseln vor der Ostküste Sumatras im Malaiischen Archipel.

## Geografie
Lingga liegt südlich von Bintan und nördlich der Nachbarinsel Singkep, am südlichen Ende des Südchinesischen Meeres und etwas südlich des Äquators.
Die Inselhauptstadt ist Daik im Süden. Weitere Orte sind Kado und Pelandok an der Südküste sowie Linau und Centeng an der Nordküste.
Die Insel hat eine Fläche von 889,2 km², die höchste Erhebung ist der Gunung Lingga mit 1163 m, der Gunung Sepinan erreicht 750 m.
In einer Bucht an der Nordküste liegt die kleine Insel Alut. Nach Norden hin zieht sich ein Schwarm kleiner Inseln, darunter Bakung Besar und Sebangka. Im Osten liegt Kongka Besar, im Süden, auf halbem Weg nach Singkep, Selayar.

## Verkehr
Fähren fahren von Jago und von Dabo (beide auf Singkep) nach Daik.